# Jorrit Croon
Jorrit Croon, född 9 augusti 1998, är en nederländsk landhockeyspelare.
Croon tävlade för Nederländerna vid olympiska sommarspelen 2016 i Rio de Janeiro. Han var med i Nederländernas lag som slutade på fjärde plats i herrarnas turnering i landhockey. Han ingick även det lag som tog guld vid OS 2024 i Paris.